# Limacodidae
Los limacódidos (Limacodidae) son una familia de lepidópteros glosados de la superfamilia Zygaenoidea o Cossoidea; su situación taxonómica es controvertida. A menudo son llamados polillas  babosas porque sus orugas tienen un lejano parecido con las babosas. Los capullos de algunas especies tienen forma de taza.
Son de distribución mundial, pero la mayoría son tropicales. Hay alrededor de 1000 especies descritas y probablemente muchas más aún por asignar.

## Descripción

### Adulto
Son polillas pequeñas y velludas, con piezas bucales escasas o inexistentes (el adulto no se alimenta) y alas con flecos. A menudo reposa con el abdomen a un ángulo de 90 grados con respecto al tórax y las alas. 

### Pupa
En su último estadio larval construye un capullo de seda que endurece con oxalato de calcio segregado por los tubos de Malpighi. Los capullos tienen una trampilla circular de evacuación, formada a partir de una línea de debilidad en la matriz de seda. La pupa la abre por fuerza justo antes de emerger como adulto.

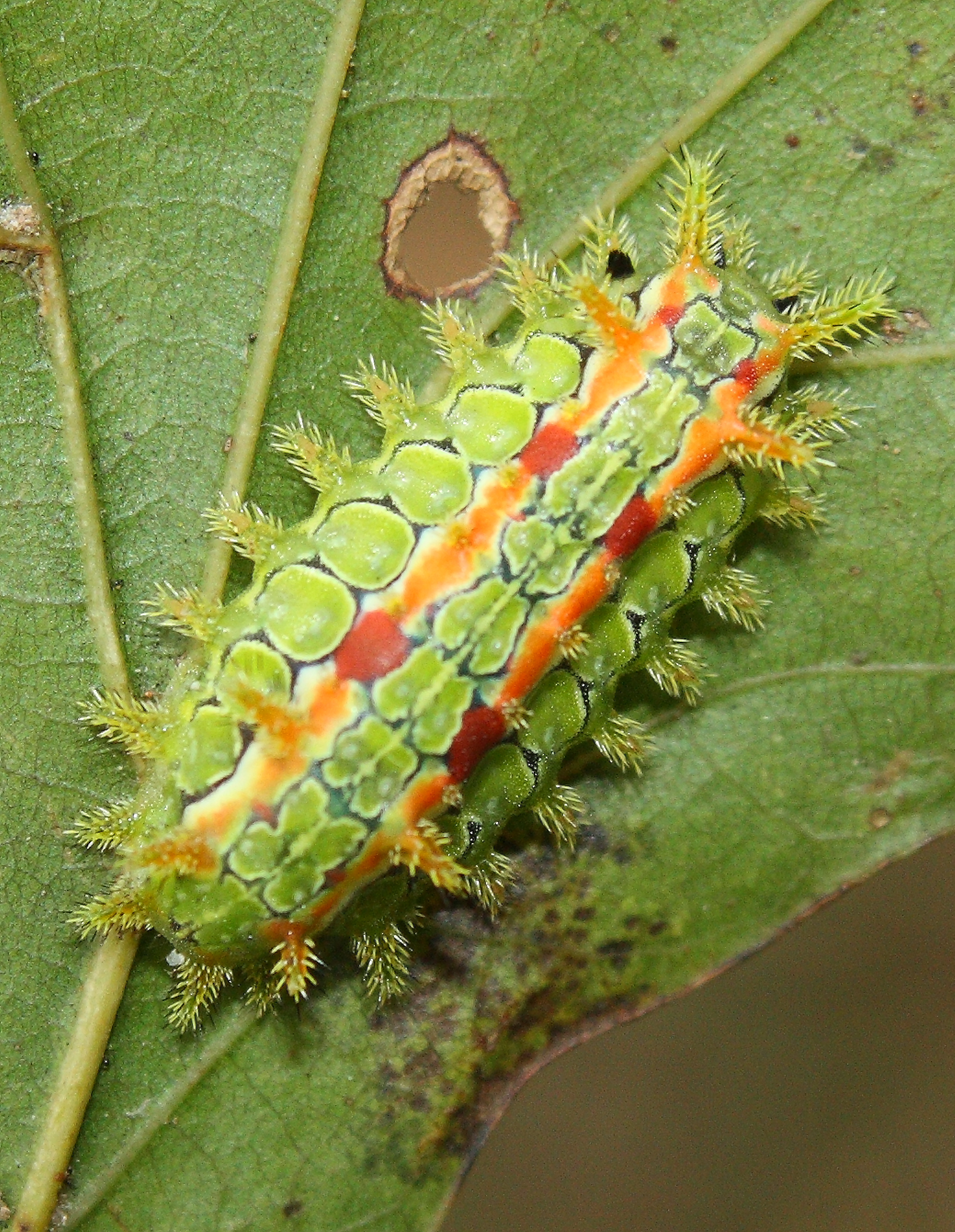
Euclea delphinii, oruga

### Oruga
Las larvas son muy variadas en su apariencia. En lugar de patas falsas tienen chupones. Suelen ser aplanadas, a menudo de colores brillantes. Las patas torácicas están muy reducidas pero siempre presentes. Se desplaza por contracciones que crean olas de movimiento en vez de usar las patas. Usan como lubricante una especie de  seda licuada para facilitar la locomoción.
Las larvas pueden confundirse con las larvas aplanadas de las orugas de mariposas Lycaenidae, pero estas tienen patas más largas, son más gruesas, y siempre están cubiertas de densos pelos cortos o cerdas.

## Importancia ecológica
Algunos Limacodidae (ejemplos: Latoia viridissima, Parasa lepida, Penthocrates meyrick, Aarodia nana) causan seria defoliación de palmas, familia Arecaceae.